# František Filipovský

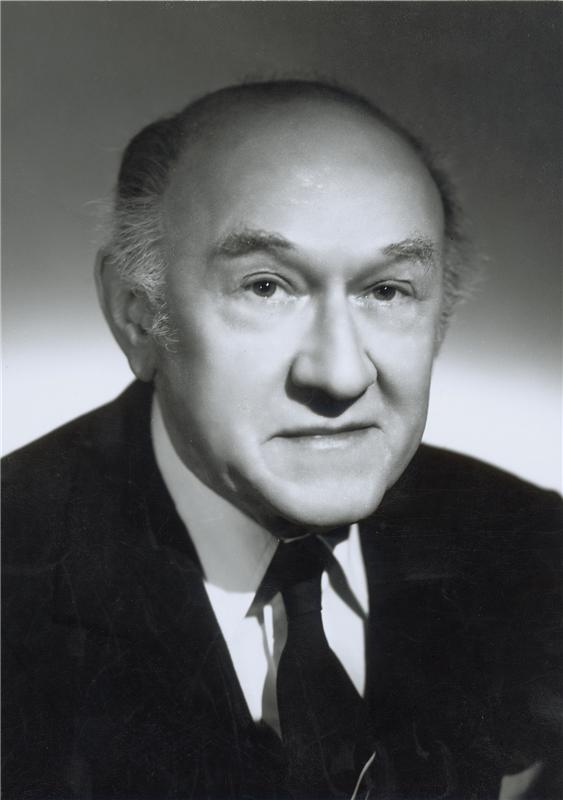
František Filipovský

František Filipovský (* 23. September 1907 in Přelouč; † 26. Oktober 1993 in Prag) war ein tschechischer Filmschauspieler und Synchronsprecher.

## Leben
Filipovský wirkte als Schauspieler vor der Kamera von 1932 bis zu seinem Tod in mehr als 300 Film-, Fernseh- und Theaterproduktionen der Tschechoslowakei mit. Seine Tochter Pavlína Filipovská wurde ebenfalls Schauspielerin. Er wirkte u. a. am Osvobozené divadlo in Prag. Er starb im Oktober 1993 im Alter von 86 Jahren. Nach ihm wurde der František-Filipovský-Preis benannt.

## Filmografie (Auswahl)
- 1941: Ein netter Mensch (Roztomilý člověk)
- 1949: Revolte im Dorf (Vzbourení na vsi)
- 1954: Der Zirkus spielt doch (Cirkus bude!)
- 1956/57: Der brave Soldat Schwejk in Prag/Melde gehorsamst (Dobrý voják Svejk)
- 1959: Das Geheimnis der Puderdose (Zpívající pudrenka)
- 1960: Die Prozession zur Heiligen Jungfrau (Procesí k panence)
- 1963/64: Das Haus in der Karpfengasse
- 1964/65: Der Teppichsammler und der Heiratsschwindler (Cintamani & podvodník)
- 1969/70: Auf dem Kometen (Na kometě)
- 1970/75: Pan Tau
- 1971: Mord im Hotel Excelsior (Vrazda v hotelu Excelsior)
- 1972: Sechs Bären und ein Clown (Sest medvedu s Cibulkou)
- 1972: Das Mädchen auf dem Besenstiel (Dívka na koštěti)
- 1975: Ein fideles Haus (Chalupáři) (TV-Serie)
- 1977: Wie Honza beinahe König geworden wäre (Honza málem králem)
- 1977: Wie wäre es mit Spinat? (Což takhle dát si špenát) (TV)
- 1977: Wie man Dornröschen wachküßt (Jak se budí princezny)
- 1978: Das neunte Herz (Deváté srdce)
- 1978: Der Prinz und der Abendstern (Princ a Večernice)
- 1979/81: Die Märchenbraut (Arabela) (TV)
- 1980: Luzie, der Schrecken der Straße (Lucie, postrach ulice) (TV)
- 1982: Wie die Welt um ihre Dichter kommt (Jak svet prichází o básníky)
- 1982/84: Der fliegende Ferdinand (Létající Čestmír) (TV)
- 1990/93: Die Rückkehr der Märchenbraut (Arabela se vrací) (TV)